# Patrik Wozniacki
Patrik Wozniacki (* 24. Juli 1986 in Odense) ist ein ehemaliger dänischer Fußballspieler.

## Familie
Patrik Wozniacki kam 1986 als Sohn des polnischen Fußballspielers Piotr Wozniacki in Odense zur Welt. Patriks jüngere Schwester ist die Tennisspielerin Caroline Wozniacki (* 1990).

## Karriere
Wozniacki wechselte 2005 von Køge BK zum dänischen Erstligisten FC Nordsjælland. Dort konnte er sich nicht durchsetzen und wechselte nach anderthalb Jahren zum Zweitligisten AB Gladsaxe. Nachdem er in der Rückrunde zu 5 Einsätzen gekommen war, wurde er in der Folgesaison in 15 Spielen eingesetzt. In der darauffolgenden Saison kam er 19-mal zum Einsatz, hierbei markierte er 7 Treffer. Danach wechselte er zu BK Frem Kopenhagen. Nach einem Jahr mit 15 Einsätzen und 1 Treffer wurde er in der Folgesaison zum Stammspieler. Hierbei kam er zu 29 Einsätzen und 15 Treffern. 2010 ging er zu Brønshøj BK, ein halbes Jahr später zu Hvidovre IF, bei dem er zu 8 Einsätzen und 2 Treffern kam.
Nach einer Zeit der Vereinslosigkeit unterschrieb er im Sommer 2012 einen Vertrag bei AB Gladsaxe, von dem aus er Anfang 2013 zu IF Skjold Birkerød wechselte. Im Sommer 2014 wechselte er zum BK Søllerød-Vedbæk, und seit Anfang 2016 spielt er beim FC Græsrødderne.